# Saint-Maurice-aux-Riches-Hommes
Saint-Maurice-aux-Riches-Hommes ist eine französische Gemeinde mit 408 Einwohnern (Stand: 1. Januar 2022) im Département Yonne, in der Region Bourgogne (Bourgogne-Franche-Comté). Sie ist Teil des Arrondissements Sens.

## Geografie
Saint-Maurice-aux-Riches-Hommes liegt etwa 15 Kilometer nordöstlich von Sens und etwa 35 Kilometer westnordwestlich von Troyes. Umgeben wird Saint-Maurice-aux-Riches-Hommes von den Nachbargemeinden Trancault im Norden und Nordosten, Bourdenay im Osten und Nordosten, Courgenay im Osten und Südosten, Lailly im Süden, La Postolle im Südwesten sowie Perceneige im Westen.

## Geschichte

### Internierungslager Saint-Maurice
Nachdem Anfang 1939 der Bahnverkehr nach Saint-Maurice eingestellt worden war, wurde auf dem Gelände des ehemaligen Bahnhofs ein Lager für spanische Bürgerkriegsflüchtlinge eingerichtet. Über diese erste Phase des Lagers liegen bislang keine weiteren Informationen vor.
Auch die zweite Lagerphase ist nur unzureichend dokumentiert. Auf der Webseite der Kommune heißt es nur knapp:

„Im Dezember 1940 entschied der Präfekt, die Einrichtungen des Lagers zur Unterbringung von Ausländern zu nutzen, die von den Deutschen evakuiert worden waren. So kamen am 6. Dezember 1940 307 Personen, darunter 285 polnische Staatsangehörigé, in Saint-Maurice an.“

Auf der Webseite der FMD heißt es dazu, bei diesen Menschen habe es sich um unerwünschte Ausländer gehandelt, die von den Deutschen aus den Départements Somme und Seine-Maritime vertrieben worden seien und in Saint-Maurice unter Hausarrest gestanden hätten.
Die dritte Lagerphase begann am 21. Juni 1941 mit der von der deutschen Besatzungsmacht forcierten Internierung von Nomaden, die zu 90 % die französische Staatsangehörigkeit́ besaßen.
Das Internierungslager Saint-Maurice bestand laut FMD aus neun Holzbaracken mit sehr einfacher Ausstattung. Einige der Familien lebten in ihren Wohnwagen. Das Lager hatte Platz für 170 Personen. Im September 1942 lebten hier ca. 60 Internierte, darunter 28 Kinder im Alter von 3 bis 14 Jahren; im Juni 1943 waren es 102 Internierte und am 28. Dezember 1943 166 (50 Männer, 57 Frauen, 59 Kinder). Eliezer Schilt and Joseph Robert White, die nur von sieben Baracken berichten, erwähnen eine Krankenstation mit 20 Betten und ab Juni 1943 eine Stacheldrahtumzäumung des Lagergeländes. Ursprünglich sei das Lager nur für Menschen aus dem Département Yonne bestimmt gewesen; es wurde später aber auch mit Personen aus den benachbarten Départements belegt. Bewacht wurde das Lager von zwei französischen Gendarmen und einem Unteroffizier, der die meiste Zeit seiner Amtszeit unbewaffnet war.
Mit Genehmigung des Lagerleiters und mit Unterstützung der deutschen Behörden – aber gegen den Widerstand des Präfekten, der Plünderungen seitens der Internierten im Lager und im Dorf geltend machte – wurden die Internierten zu Außeneinsätzen herangezogen. Im August 1942 arbeiteten 38 Roma außerhalb des Lagers auf benachbarten Bauernhöfen und in der Wasser- und Forstwirtschaft. Für die vielen Kinder im Lager war die Betreuungssituation unzureichend.

„Die Organisation des Unterrichts im Lager Saint-Maurice-aux-Riches-Hommes im Departement Yonne war chaotisch. Im Oktober 1941 war eine Krankenschwester mit staatlichem Krankenpflegezeugnis für den Schulunterricht der Kinder zuständig.  Im September 1942 wurde sie durch die Frau eines Lehrers ersetzt, der in Deutschland in Kriegsgefangenschaft geraten war. Drei Monate später fand man in dieser Funktion einen Internierten spanischer Herkunft wieder, dessen Ernennung vom Staatsrat und Polizeisekretär angefochten wurde, der diesen Mann für unfähig hielt, Kinder zu unterrichten, da seine Muttersprache nicht Französisch war. Erst 1943, also zwei Jahre nach der Eröffnung des Lagers, ernannte die Schulaufsichtsbehörde einen Lehrer. Im März 1945 wurde der Lehrer mobilisiert und nicht ersetzt.“

Das Lager Saint-Maurice wurde – ähnlich vieler anderer Lager für Roma und Sinti – nach der Befreiung Frankreichs nicht aufgelöst. Unter Bezug auf das hiesige Lager heißt es bei Schilt und White:

„Die Befreiung der Yonne durch die Alliierten veranlasste die Häftlinge, ihre sofortige Freilassung zu fordern. Bereits im November/Dezember 1944 sprach sich Direktor Loirat für die Schließung des Lagers aus, nicht nur, weil sich die Einrichtungen in einem baufälligen Zustand befanden, sondern auch, weil einige der Gefangenen verwundete Veteranen der beiden Weltkriege waren. Neben der Freilassung der meisten Häftlinge wollte er, dass die Unverbesserlichen in das viel größere Roma-Lager in Montreuil-Bellay (Département Maine-et-Loire) gebracht werden. Im Mai 1945 kam es nach der Kapitulation Nazi-Deutschlands fast zu einem Aufstand im Lager, als die Roma ihre Freiheit forderten. Die beiden zivilen Wachmannschaften waren kaum in der Lage, der Situation Herr zu werden. Per Ministerialerlass wurde das Lager am 17. November aufgelöst. Die Roma wurden im November und Dezember 1945 größtenteils von ihren eigenen Verbänden befreit. Obwohl das Gesetz dies damals vorschrieb, musste niemand einen zugewiesenen Wohnsitz nehmen.“

Die letzten 127 Internierten verließen im Dezember 1945 das Lager Saint-Maurice.

## Bevölkerungsentwicklung
| Jahr                       | 1962 | 1968 | 1975 | 1982 | 1990 | 1999 | 2006 | 2013 |
| Einwohner                  | 471  | 440  | 366  | 321  | 314  | 392  | 439  | 426  |
| Quellen: Cassini und INSEE |      |      |      |      |      |      |      |      |

## Sehenswürdigkeiten
- Der Dolmen von Lancy ist seit 1889 ein Monument historique.
- Les Dolmens de Trainel

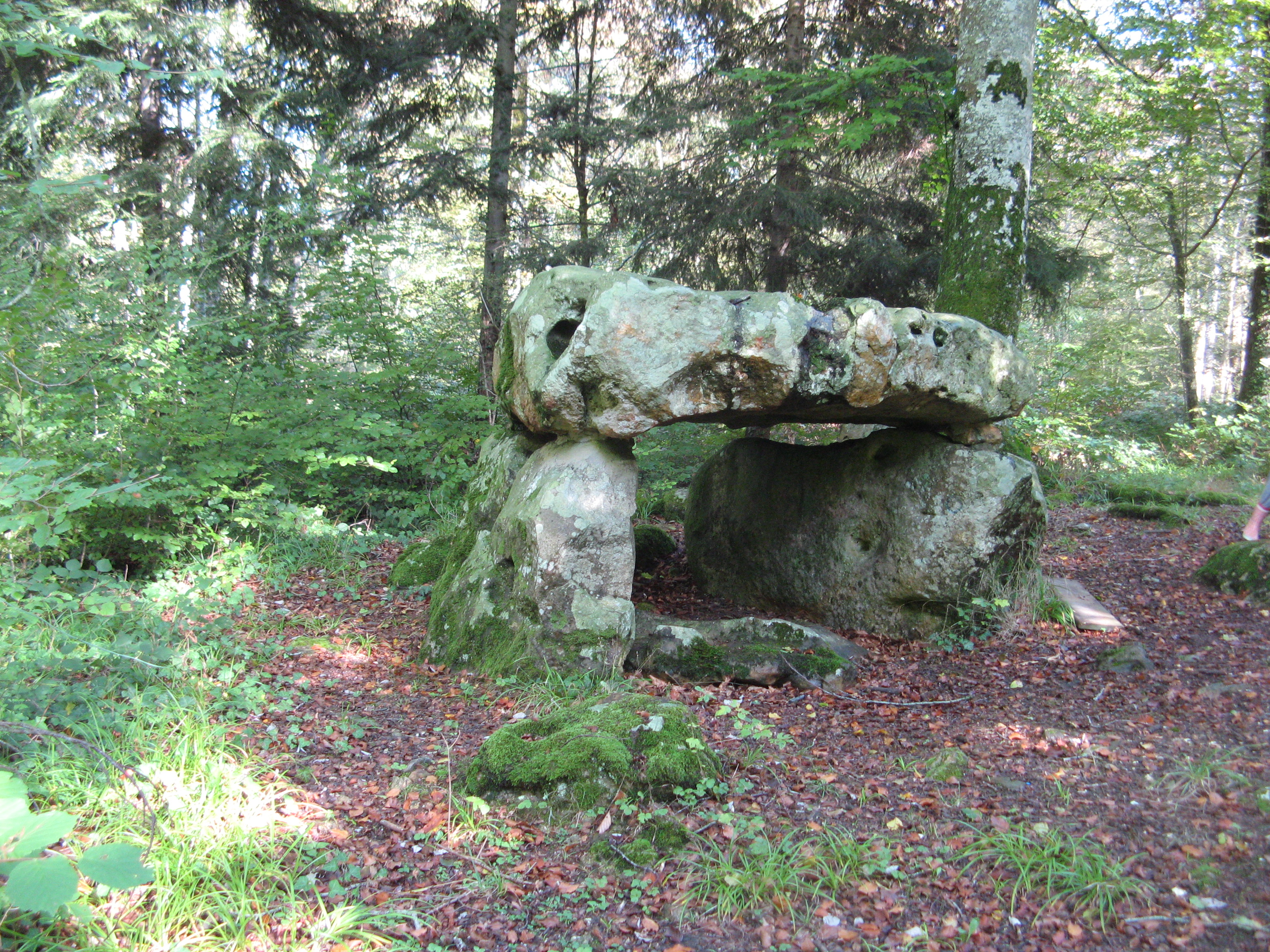
Dolmen von Lancy
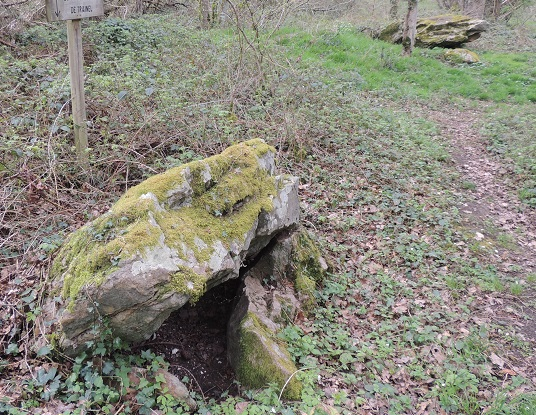
Dolmen von Trainel

## Persönlichkeiten
- Camille Matignon (1867–1934), Chemiker